# Elaphropus saturatus
Elaphropus saturatus är en skalbaggsart som beskrevs av Thomas Casey. Elaphropus saturatus ingår i släktet Elaphropus och familjen jordlöpare. Inga underarter finns listade i Catalogue of Life.